# 卢尼河
卢尼河是印度西北部的一条河流，全长495千米，发源于印度拉贾斯坦邦阿杰梅尔附近，注入阿拉伯海。下游处形成卡奇沼泽地。
卢尼河又名拉凡纳瓦里河，在梵语中是“盐河”的意思，因其含盐量高而得名。